# Ахиллей Сполетан
Ахиллей Сполетан (лат. Achilleus Spoletanus) — римский поэт и епископ Сполетана (также Сполетий (лат. Spoletium), ныне Сполето), живший в V веке.
Был епископом Сполето в 419 году.
Сохранился фрагмент его эпиграммы, написанный гекзаметром на христианскую тематику, обращенный к Петру.